# Sarsiella
Sarsiella is een geslacht van kreeftachtigen uit de klasse van de Ostracoda (mosselkreeftjes).

## Soorten
- Sarsiella anommata Kornicker & Caraion, 1978
- Sarsiella anspinulosa Chavtur, 1983
- Sarsiella capsula Norman, 1869
- Sarsiella concentricostata (Hartmann, 1974) Hartmann & Petterson, 1978
- Sarsiella fadeevi Chavtur, 1983
- Sarsiella foveata Brady, 1890
- Sarsiella guttata (Poulsen, 1965) Hanai, Ikeya & Yajima, 1980
- Sarsiella globulus Brady, 1886 (nomen nudum)
- Sarsiella japonica Hiruta, 1977
- Sarsiella longicornis (Poulsen, 1965) Hanai, Ikeya & Yajima, 1980
- Sarsiella longipenna (Poulsen, 1965) Hanai, Ikeya & Yajima, 1980
- Sarsiella maculata (Poulsen, 1965) Hanai, Ikeya & Yajima, 1980
- Sarsiella magna (Poulsen, 1965) Kornicker, 1975
- Sarsiella misakensis Kajiyama, 1912
- Sarsiella misakiensis Kajiyama, 1912
- Sarsiella murrayana Scott, 1894
- Sarsiella nana (Poulsen, 1965) Hanai, Ikeya & Yajima, 1980
- Sarsiella oryx Kornicker, 1995
- Sarsiella parvispinosa (Poulsen, 1965) Hanai, Ikeya & Yajima, 1980
- Sarsiella petrosa (Brady, 1869) Mueller, 1912
- Sarsiella pugnax Kornicker, 1996
- Sarsiella rudis Brady, 1890
- Sarsiella simplex Brady, 1890
- Sarsiella spinosa Kornicker & Wise, 1962
- Sarsiella spinulosa (Poulsen, 1965) Hanai, Ikeya & Yajima, 1980
- Sarsiella striata (Poulsen, 1965) Hanai, Ikeya & Yajima, 1980
- Sarsiella tricostata Jones, 1958
- Sarsiella varix Kornicker, 1996
- Sarsiella verae (Poulsen, 1965) Hanai, Ikeya & Yajima, 1980

Niet geaccepteerde soorten:
- Sarsiella absens geaccepteerd als Eusarsiella absens (Kornicker, 1981)
- Sarsiella africana geaccepteerd als Eusarsiella africana (Kornicker & Caraion, 1978)
- Sarsiella armata geaccepteerd als Eusarsiella armata (Poulsen, 1965) Cohen & Kornicker, 1975
- Sarsiella capillaris geaccepteerd als Eusarsiella capillaris (Kornicker, 1958)
- Sarsiella carinata geaccepteerd als Eusarsiella carinata (Scott, 1905) Poulsen, 1965
- Sarsiella costata geaccepteerd als Eusarsiella costata (Kornicker, 1958)
- Sarsiella crispata geaccepteerd als Anscottiella crispata (Scott, 1905)
- Sarsiella dornellasae geaccepteerd als Eusarsiella dornellasae (Kornicker & Caraion, 1978)
- Sarsiella gigacantha geaccepteerd als Eusarsiella gigacantha (Kornicker, 1958)
- Sarsiella gigancantha geaccepteerd als Eusarsiella gigancantha (Kornicker, 1958)
- Sarsiella globulus geaccepteerd als Parasarsiella globulus (Brady & Norman, 1896)
- Sarsiella gomoiui geaccepteerd als Eusarsiella gomoiui (Kornicker & Caraion, 1978)
- Sarsiella gracilis geaccepteerd als Junctichela gracilis (Scott, 1905)
- Sarsiella hanseni geaccepteerd als Cymbicopia hanseni (Brady, 1898)
- Sarsiella hispida geaccepteerd als Neomuelleriella hispida (Brady, 1898)
- Sarsiella janiceae geaccepteerd als Eusarsiella janiceae (Kornicker, 1976)
- Sarsiella levis geaccepteerd als Eusarsiella levis (Mueller, 1894) Poulsen, 1965
- Sarsiella lunata geaccepteerd als Eusarsiella lunata (Kornicker, 1975)
- Sarsiella maurae geaccepteerd als Eusarsiella maurae (Kornicker, 1977)
- Sarsiella multispinosa (Poulsen, 1965)
- Sarsiella neapolis geaccepteerd als Eusarsiella neapolis (Kornicker, 1974)
- Sarsiella ocula geaccepteerd als Eusarsiella ocula (Kornicker & Caraion, 1978)
- Sarsiella ornithoides geaccepteerd als Nealella ornithoides (Brady, 1902)
- Sarsiella ozotothrix geaccepteerd als Eusarsiella ozotothrix (Kornicker & Bowen, 1976)
- Sarsiella punctata geaccepteerd als Eusarsiella punctata (Kornicker, 1958)
- Sarsiella robusta geaccepteerd als Ancohenia robusta (Brady, 1890)
- Sarsiella rotunda geaccepteerd als Chelicopia rotunda (Hartmann, 1959) Poulsen, 1965
- Sarsiella rudescui geaccepteerd als Eusarsiella rudescui (Kornicker & Caraion, 1978)
- Sarsiella sculpta geaccepteerd als Eusarsiella sculpta (Brady, 1890)
- Sarsiella similis geaccepteerd als Junctichela similis (Scott, 1905)
- Sarsiella texana geaccepteerd als Eusarsiella texana (Kornicker & Wise, 1962) Kornicker, 1986
- Sarsiella truncana geaccepteerd als Eusarsiella truncana (Kornicker, 1958)
- Sarsiella tumida geaccepteerd als Eusarsiella tumida (Scott, 1905) Poulsen, 1965
- Sarsiella zostericola geaccepteerd als Eusarsiella zostericola (Cushman, 1906)